# José Álvarez Junco
José Álvarez Junco, né le 8 novembre 1942 à Vielha, est un historien espagnol, professeur émérite d’histoire de la pensée et des mouvements politiques et des mouvements sociaux à l’université Complutense de Madrid, spécialisé dans les études de construction nationale en Espagne et du mouvement anarchiste.

## Biographie
José Álvarez Junco naît à Vielha, au val d'Aran (province de Lérida), le 8 novembre 1942 mais grandit à Villalpando (province de Zamora),. Il fait ses études secondaires au lycée Claudio Moyano de la capitale provinciale.
Il étudie le droit (1959–1964) et les sciences politiques (1962–1965) à l’université complutense de Madrid, où il est étudiant de Luis Díez del Corral (en) et José Antonio Maravall (en),. Sa thèse de doctorat est consacrée au mouvement anarchiste en Espagne,.
Entre 1992 et 2000, il tient la chaire « Prince des Asturies » à l’Université Tufts. Il dirigea également le séminaire d’Études ibériques du Centre d'études européennes de l'Université Harvard et fut directeur du Centre d’études politiques et constitutionnelles (es) jusqu’en mai 2008 et, en vertu de ce poste, membre du Conseil d'État,.
Titulaire de la chaire d’histoire de la pensée et des mouvements politiques et sociaux de l’université complutense de Madrid, il prend sa retraite en 2014.

## Publications
- José Álvarez Junco, La Comuna en España, Siglo XXI, 1971[10]
- José Álvarez Junco, La ideología política del anarquismo español, 1868-1910, 1976[11],[12]
- José Álvarez Junco, Los movimientos obreros en el Madrid del siglo XIX, Madrid, Ayuntamiento de Madrid, 1981
- José Álvarez Junco, Periodismo y política en el Madrid de fin de siglo: el primer lerrouxismo, Madrid, Ayuntamiento de Madrid, 1983
- José Álvarez Junco, El "Emperador del Paralelo". Alejandro Lerroux y la demagogia populista, Alianza Editorial, 1990[13]
- José Álvarez Junco, Mater Dolorosa. La idea de España en el siglo XIX, Taurus Ediciones, 2001 (prix national de l'essai et prix Fastenrath (en) 2003)
- José Álvarez Junco, Dioses útiles. Naciones y nacionalismos, Madrid, Galaxia Gutenberg, 2016[14],[15]
- José Álvarez Junco, A las barricadas. Cultura, identidad y movilización política, Madrid, Ediciones Complutense (es), 2019